# Glissement génétique
Pour les articles homonymes, voir Glissement (homonymie).
On entend par glissement génétique la capacité d'un virus ou d'un génome à muter pour donner une forme nouvelle, éventuellement plus pathogène que la forme précédente, soit en raison de caractéristiques intrinsèques, soit parce que le système immunitaire n'est pas préparé à reconnaître le nouveau virus, ou pour ces deux raisons. 
 La mutation peut se faire progressivement sur plusieurs années ou décennies, ou brutalement, par deux mécanismes différents :

## Dans le cas duvirusA de l'Influenza aviaire
On parle de « glissement antigénique » ou « drift » pour décrire une ou plusieurs mutations ponctuelles du génome viral. Quand ces mutations minimes concernent les protéines Ha ou Na, il n'y a pas nécessité de renommer le sous-type de Ha (exemple H1) ou de Na (exemple N1). 
 Ce type de petites mutations explique les épidémies saisonnières. C'est cela qui rend nécessaire un vaccin nouveau chaque année, adapté aux sous-types dominants en circulation.
Une mutation brutale dite cassure antigénique ou shift, peut également survenir, généralement par échanges de segments entiers de gènes entre un ou plusieurs sous-types viraux présents dans le même organisme (humain ou animal).
Si cette mutation produit une forme suffisamment nouvelle de la protéine Ha et/ou de la protéine Na suffisamment différente de celles des virus communs, le sous-type viral doit être renommé responsable de pandémies. 
Ce type de mutation n'est généralement pas viable ou ne produit pas nécessairement un virus plus pathogène, mais il arrive qu'un tel mutant soit particulièrement pathogène face à un système immunitaire qui ne les reconnaît pas. Ce sont eux qui sont responsables des pandémies.
La cassure antigénique peut provenir du mélange de gènes provenant d'un virus animal et d'un virus humain. 
Elle est favorisée par la segmentation de l'ARN en 8 morceaux dans le cas du virus de la grippe A.